# Српска рамонда
Српска рамонда, колачић или цвет феникс (лат. Ramonda serbica) је ендемска биљка централног Балкана из породице Gesneriaceae. Биљку је открио Јосиф Панчић 1874. године на обронцима планине Ртањ изнад Сокобање.  Ramonda serbica је остатак суптропске флоре Европе и Медитерана, највероватније афричког порекла. Веома је слична биљци Ramonda nathaliae и сматра се да се од ње полиплоидијом одвојила током терцијара у самосталну врсту.

## Опис биљке
Ово је вишегодишња, зимзелена, зељаста биљка.
Листови су јој скупљени у приземну розету, ромбични до елиптично-ромбични. По ободу су неправилно и крупно назубљени.
Цветна дршка је без листова, висока је до 15 cm и на њој се налази 1—3 цветова, а код старијих примерака до 6 цветова. Цветови су смештени у вршној разређеној цвасти. Крунични листићи код цветова су бледо љубичасте боје са жутом основом. На цвету се најчешће налази 4-5 круничних листића, а ређе 3 или 6. Прашници су љубичасте боје.
Плод је чахура са пуно браонкастог семена.
Број хромозома је 2n = 144.
За ову биљку је карактеристична и појава да и уколико се потпуно осуши може поново да оживи уколико се залије. Ову могућност да се из стања анабиозе поново врате у живот поседује веома мало биљака цветница. У Европи сем врста рода Ramonda само још две цветнице могу да се поврате из анабиозе (Haberlea rhodopensis и Jankaea heldreichii).

## Станиште и распрострањеност
Станиште ове биљке су пукотине кречњачких стена, најчешће у заштити шумске вегетације. Живи у клисурама и нижим планинским гребенима на надморској висини од 150—1800 m. Чешће се налази у брдском и нижем планинском региону на надморским висинама од 300 до 1000 m. Насељава само северно експониране стене. Ramonda serbica са другим биљкама образује реликтне хазмофитске заједнице од којих су најзначајније Ceterachi-Ramondaetum serbicae и већи број заједница типа Musco-Ramondetum serbicae. Такође на стаништима где се преклапа са Ramonda nathaliae, у зонама симпатрије, образује субасоцијацију Ceterachi-Ramondetum serbicae ramondetosum nathaliae.
Ramonda serbica је ендемит централног дела Балканског полуострва. Насељава следеће земље: Албанију, Бугарску, Грчку (Епир), Северну Македонију, Србију, Црну Гору. Ареал се карактерише бројним дисјункцијама од којих се издвајају две највеће. Једна у источној Србији и северозападној Бугарској и друга, већа, од Црне Горе, преко јужне Србије (Косово и Метохија), Северне
Македоније, Албаније до Грчке.

## Угроженост
Због неприступачности највећег дела станишта, није примећено опадање бројности популација ове биљке. Међутим приступачни делови станишта (стене поред путева) као и мале локалне популације су у великој мери смањене и на ивици су нестанка због експлоатације од стране сакупљача. Према истраживањима у источној Србији (Сићевачка клисура, Јелашничка клисура, клисуре северних падина Шар планине) бројност популације на 5 m² варира од 10-350 јединки. У узрасној структури претежно се јављају репродуктивни адулти. Млађе узрасне класе су честе у заједницама са маховинама.
Колекционарско скупљање за хербарске збирке и ботаничке баште представља један од најзначајнијих фактора угрожавања. Биљка је такође угрожена и уништавањем природне шумске вегетације чиме се мењају микроклиматски услови, као и изградњом хидроакумулација у кањонима.
У Србији је Ramonda serbica заштићена као природна реткост.